# ابوالهول (فیلم ۱۹۳۳)
ابوالهول (انگلیسی: The Sphinx) فیلمی در ژانر مرموز به کارگردانی فیل روزن و ویلفرد لوکاس است که در سال ۱۹۳۳ منتشر شد. از بازیگران آن می‌توان به لیونل اتویل، پال هرست، رابرت الیس، ویلفرد لوکاس، و پائول فیکس اشاره کرد.